# Iza Giełgud
Iza Giełgud, właśc. Iza Henryka Axentowicz z domu Giełgud (ur. 28 grudnia 1875, zm. 30 grudnia 1957) –  polska aktorka, żona Teodora Axentowicza.

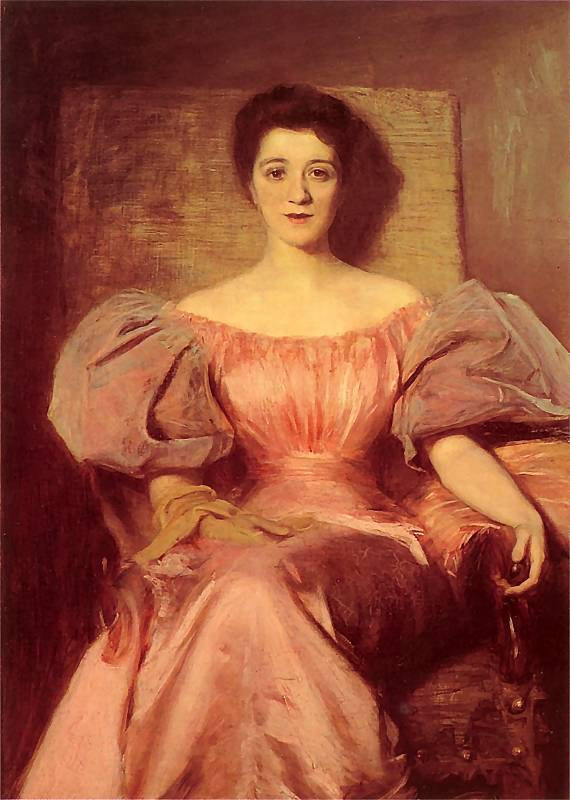
Portret żony, Teodor Axentowicz, 1894.

## Życiorys
Przyszła na świat jako córka Adama Giełguda – wysoko postawionego urzędnika w brytyjskim War Office i korespondenta wielu pism kontynentalnych – oraz Leontyny Anieli Giełgud (z d. Aszperger). Jej dziadek ze strony ojca, Jan Giełgud, był najmłodszym litewskim marszałkiem nadwornym, a dziadkowie ze strony matki, Aniela Aszpergerowa oraz Wojciech Aszperger – parą uznanych aktorów. 
Dnia 14 lutego 1893 r., w kościele Panny Marii przy Catogan Street w Londynie, wzięła ślub z Teodorem Axentowiczem, znajomym rodziny. Nowożeńcy wyjechali w podróż poślubną do Florencji, Wenecji, Rzymu i Neapolu. 13 listopada tego samego roku na świat przyszedł ich pierwszy syn, Filip Tomasz Stanisław Axentowicz, który w wieku dorosłym służył i zginął jako legionista Józefa Piłsudskiego. W sumie para miała razem ośmioro dzieci.
Giełgud należała do „teatralnej dynastii”, w skład której wchodzili także jej krewni Val Gielgud i John Gielgud.
Zmarła w wieku 82 lat. Została pochowana na cmentarzu Rakowickim w Krakowie.